# 朗德萊克鎮區 (明尼蘇達州貝克縣)
朗德萊克鎮區（英語：Round Lake Township）是位於美國明尼蘇達州貝克縣的一個行政鎮區。

## 地方資料
朗德萊克鎮區的面積為188.00平方千米，當中陸地面積為166.00平方千米，而水域面積為22.00平方千米。根據2020年美國人口普查的數據，當地共有人口232人，而人口密度為每平方千米1.23人。